# Bassaricyon alleni
Ne doit pas être confondu avec Galago d'Allen.
Espèce
Statut de conservation UICN

 LC  : Préoccupation mineure
L'olingo d'Allen (Bassaricyon alleni) est une espèce d'olingo vivant en Amérique du Sud.
On le trouve en Bolivie, en Équateur, au Pérou et enfin au Venezuela.